# Alfredo Alcón
Alfredo Félix Alcón (Ciudadela, provincia de Buenos Aires, 3 de marzo de 1930 - 
Recoleta, Buenos Aires, 11 de abril de 2014) fue un primer actor y director de teatro argentino. Galardonado con muchos premios tanto en Argentina como en otros países incluyendo, entre otros, seis ACE -uno de ellos el ACE de Oro-; el Estrella de Mar; el Premio al mejor actor del Festival Internacional de Cine de Cartagena; varios Cóndor de Plata, incluyendo  el Cóndor de Plata a la trayectoria; seis  Martín Fierro; varios  Konex, incluyendo los Konex de Platino y de Brillante; dos María Guerrero; el García Lorca (España); el Podestá a la trayectoria honorable y fue además declarado  Ciudadano ilustre de la Ciudad de Buenos Aires.  Desde El amor nunca muere (1955), actuó en cincuenta películas, innumerables obras de teatro y varias telenovelas. Alcón era considerado "uno de los actores más prodigiosos en un país de excelentes actores", y  ha sido alabado por el público, varios colegas, y periodistas especializados,  como el mejor actor de su país, descollando en obras de William Shakespeare como Hamlet, Ricardo III, Enrique IV y Rey Lear.

## Biografía
Nació en la localidad bonaerense de Ciudadela el 3 de marzo de 1930. Fue el único hijo de Elisa Riesco y Félix Alcón, un matrimonio de clase trabajadora. Tras la muerte de su padre cuando Alfredo tenía cinco años, la familia se mudó a una casa en el pasaje El Carpintero, en el barrio porteño de Liniers. Como la madre trabajaba en una fábrica de medias, al niño lo cuidaban sus abuelos. Comenzó sus estudios secundarios en el Cardenal Cisneros, un colegio industrial, pero decidió abandonarlos para anotarse en el Conservatorio de Arte Dramático.

## Carrera

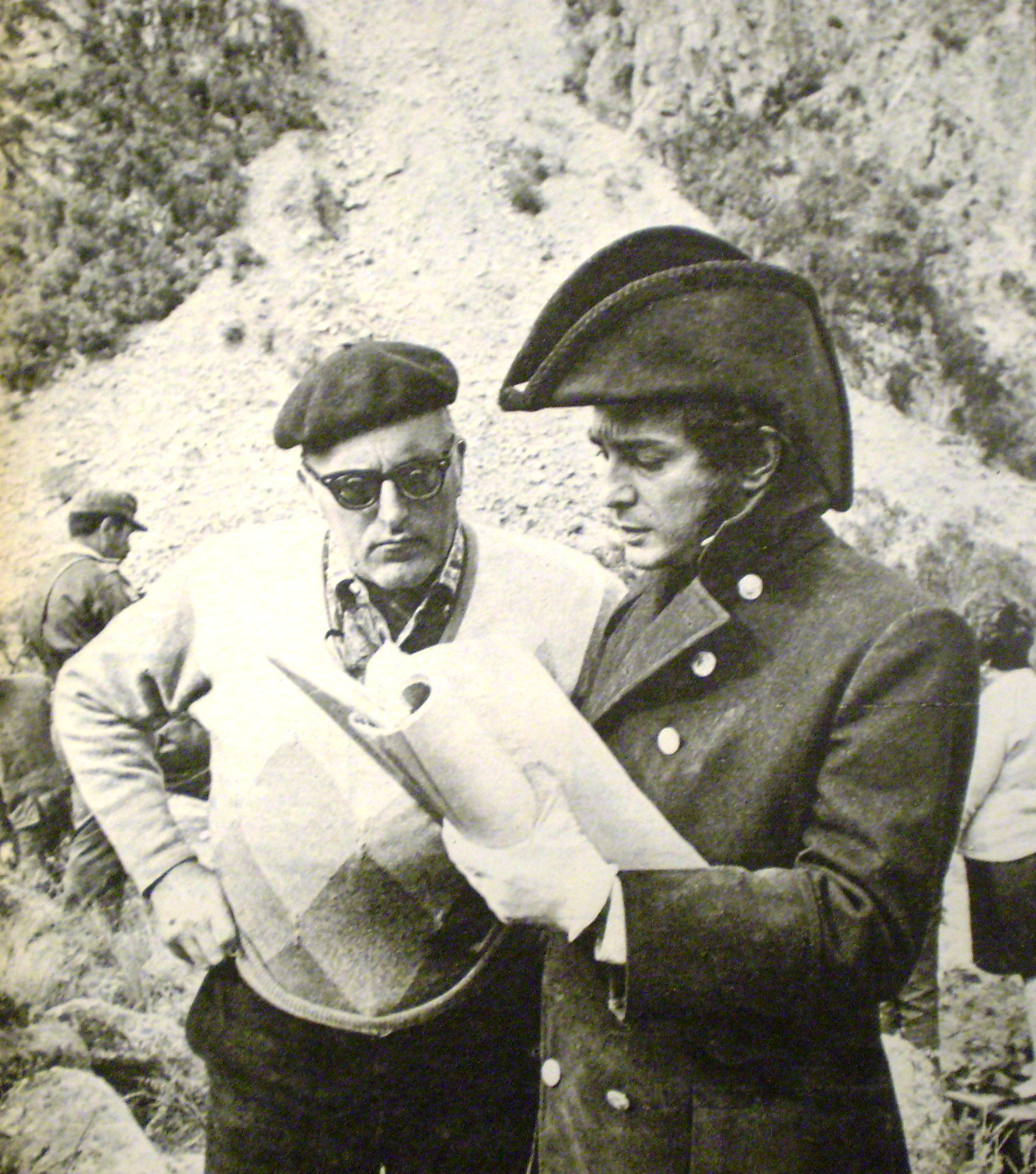
Alfredo Alcón (derecha) junto al director Leopoldo Torre Nilsson en la filmación de El Santo de la espada.

A los catorce años ingresó al conservatorio, donde se formó con Antonio Cunill Cabanellas, entre otros. Comenzó a trabajar como actor de radio en distintos radioteatros y en Las dos carátulas. En 1954, tras rendir una prueba en Radio El Mundo, pasó a integrar la compañía de Julia de Alba, en la que interpretó papeles de galán.
En 1955 debutó en cine en El amor nunca muere. Su primer gran protagónico fue junto a Mirtha Legrand en la comedia cinematográfica La pícara soñadora, de 1956, y luego filmó La morocha, con Tita Merello. A principios de la década de 1960 fue emblemático representante del nuevo cine argentino liderado por Leopoldo Torre Nilsson, especialmente por su protagónico en la versión cinematográfica de Un guapo del 900 y por Piel de verano, esta última junto a Graciela Borges.
En 1963, actuó por primera vez en el Teatro General San Martín, junto a la actriz española María Casares en una puesta de Yerma dirigida por Margarita Xirgu. En 1966, con dirección de Inda Ledesma, interpretó a Edgar Allan Poe en Israfel, de Abelardo Castillo. Otras famosas actuaciones fueron Recordando con ira, Edipo, Romance de lobos, y la trilogía de Arthur Miller compuesta por Panorama desde el puente, Las brujas de Salem y Muerte de un viajante. Además, fue a menudo dirigido por Agustín Alezzo, Carlos Gandolfo y Omar Grasso.
Con el director Leopoldo Torre Nilsson tuvo algunos de sus roles cinematográficos más importantes, como el protagónico de El Santo de la espada (1970), película basada en la novela de Ricardo Rojas sobre la vida de José de San Martín. También con Nilsson filmó Un guapo del 900 (1960), Martín Fierro (1968), sobre el poema gauchesco homónimo de José Hernández, La maffia (1972), Los siete locos (1973) y Boquitas pintadas (1974), las dos últimas basadas en las novelas homónimas de Roberto Arlt y Manuel Puig, respectivamente. En 1975, interpretó al Diablo en Nazareno Cruz y el lobo, de Leonardo Favio. Puso su voz en numerosas películas, entre ellas Últimas imágenes del naufragio, De eso no se habla y Cortázar.
En 1964, protagonizó Los inocentes, de Juan Antonio Bardem, trabajo que le permitió incursionar en el cine español. Al año siguiente, viajó a España para participar en una puesta de El zapato de raso, de Paul Claudel, el primero de sus varios trabajos en ese país. Fue parte de diversos proyectos del Centro Dramático Nacional dirigidos por José Luis Alonso y Lluís Pasqual.
Fue protagonista de El público, de Federico García Lorca, en el Teatro Fossati de Milán durante su estreno mundial en 1986, y de nuevo en 1987 en el María Guerrero de Madrid. En 1997 interpretó, con dirección de Norma Aleandro y junto a Julio Bocca, Llanto por la muerte de Ignacio Sánchez Mejías, espectáculo en el cual el bailarín danzaba mientras el actor recitaba esta elegía de García Lorca. Ese mismo año participó en el álbum Alta fidelidad, de Mercedes Sosa y Charly García, en la canción "Los sobrevivientes".
Ocasionalmente incursionó en la dirección teatral. Dirigió Final de partida, de Samuel Beckett, en 1991, para la función inaugural del teatro Andamio 90 y nuevamente en 2013, en la sala Casacuberta del Teatro San Martín. En ambos casos, él tuvo el rol protagónico. En 2004, dirigió junto a Osvaldo Bonet El gran regreso, de Serge Kribus, que también protagonizó. La obra se estrenó en el Paseo La Plaza de Buenos Aires y, al año siguiente, hizo temporada de verano en Mar del Plata.
En 2001 hizo un cameo en El hijo de la novia, de Juan José Campanella, en el que recita un improvisado "Hamlet", mientras lo filma un director, interpretado por Adrián Suar.
Falleció en la madrugada del 11 de abril de 2014, a los 84 años de edad, por una complicación respiratoria. Tiempo atrás le habían diagnosticado un cáncer de colon. Sus restos fueron velados esa misma noche en el Salón de los Pasos Perdidos del Palacio del Congreso de la Nación Argentina. Además, fue despedido en el Teatro San Martín, cuyo hall central fue posteriormente bautizado con su nombre en su honor. Fue enterrado en el panteón de la Asociación Argentina de Actores del Cementerio de la Chacarita.

## Filmografía

### Televisión
- 2011 Los únicos.
- 2011 Herederos de una venganza. Polka, Canal 13
- 2004 Locas de amor. Polka, Canal 13
- 2003 Durmiendo con mi jefe. Polka, Canal 13
- 2000 Vulnerables. Polka, Canal 13
- 1999 Por el nombre de Dios. Polka, Canal 13
- 1998 Operación rescate, Patalano - Aleandro
- 1987 El prontuario del Señor K, Especiales de ATC, Canal 7
- 1984 La única noche.
- 1983 El jardín de Venus (serie de TV). En España
- 1974 Pájaro ángel.
- 1972 Estudio 1 - Otelo. En España
- 1971 Novela - El escándalo. En España
- 1968 El teatro de Alfredo Alcón - Canal 11 - Israfel
- 1967 Teleteatro de Alfredo Alcón
- 1964 Hamlet. Especial para Canal 13, dirigido por David Stivel en ocasión del 400 aniversario del nacimiento de Shakespeare. Se conservan sólo fragmentos, en manos de un coleccionista particular.[22]
- 1963 Yerma
- 1962 Romeo y Julieta
- 1961 Judith

### Cine
- 2006 El exilio de San Martín, Dir. Alejandro Areal Vélez, Documental
- 2003 En la ciudad sin límites, Dir. Antonio Hernández. Coproducción con España y Francia
- 2001 El hijo de la novia, Dir. Juan José Campanella
- 1998 Cohen vs. Rosi, Dir. Daniel Barone
- 1995 Con el alma, Dir. Eduardo Vallejo
- 1994 Cortázar, Dir. Tristán Bauer
- 1994 El amante de las películas mudas, Dir. Pablo Torre
- 1986 El oficio de amar, Dir. Tristán Bauer. Mediometraje
- 1993 De eso no se habla (narrador en off), Dir. María Luisa Bemberg
- 1989 País cerrado, teatro abierto, Dir. Arturo Balassa
- 1989 Últimas imágenes del naufragio, Dir. Eliseo Subiela. Coproducción con España
- 1987 El dueño del sol, Dir. Rodolfo Mórtola
- 1986 La historia en la arena, Dir. Hugo Lescano. Mediometraje
- 1985 El caso Matías, Dir. Aníbal Di Salvo
- 1982 Pubis angelical, Dir. Raúl de la Torre
- 1982 El agujero en la pared, Dir. David Kohon
- 1978 Un idilio de estación, Dir. Aníbal Uset
- 1978 Cartas de amor de una monja, Dir. Jorge Grau. En España
- 1977 Saverio, el cruel, Dir. Ricardo Wulicher
- 1977 Qué es el otoño, Dir. David Kohon
- 1975 Nazareno Cruz y el lobo, Dir. Leonardo Favio
- 1975 El Pibe Cabeza, Dir. Leopoldo Torre Nilsson
- 1974 Boquitas pintadas, Dir. Leopoldo Torre Nilsson
- 1973 Los siete locos, Dir. Leopoldo Torre Nilsson
- 1972 La maffia, Dir. Leopoldo Torre Nilsson
- 1971 Güemes, la tierra en armas, Dir. Leopoldo Torre Nilsson
- 1970 El santo de la espada, Dir. Leopoldo Torre Nilsson
- 1968 Martín Fierro, Dir. Leopoldo Torre Nilsson
- 1965 El reñidero, Dir. René Mugica
- 1965 Con gusto a rabia, Dir. Fernando Ayala
- 1964 Jandro, Dir. Julio Coll. En España
- 1964 Voy a hablar de la esperanza, Dir. Carlos Borcosque
- 1963 Los inocentes, Dir. Juan Antonio Bardem. Coproducción con España
- 1963 Una excursión a los indios ranqueles, Dir. Derlis M. Beccaglia. Inconclusa
- 1963 Las ratas, Dir. Luis Saslavsky
- 1962 Prisioneros de una noche, Dir. David Kohon
- 1961 Piel de verano, Dir. Leopoldo Torre Nilsson
- 1960 Un guapo del 900, Dir. Leopoldo Torre Nilsson
- 1959 El candidato, Dir. Fernando Ayala
- 1959 Zafra, Dir. Lucas Demare
- 1957 Una viuda difícil, Dir. Fernando Ayala
- 1956 La morocha, Dir. Ralph Pappier
- 1956 La pícara soñadora, Dir. Ernesto Arancibia
- 1955 El amor nunca muere, Dir. Luis César Amadori

## Teatro

### Actor

#### Argentina
- 2013 Final de partida, de Samuel Beckett. Dirección: Alfredo Alcón
- 2011 Filosofía de vida, de Juan Villorio. Dirección: Javier Daulte
- 2010 Los reyes de la risa, de Neil Simon. Director: Daniel Veronese
- 2009 Rey Lear, de William Shakespeare. Director: Rubén Szuchmacher
- 2007 Muerte de un viajante, de Arthur Miller, Director: Rubén Szuchmacher
- 2006 Homenaje Ibsen, Director: Alejandro Tantanian
- 2005 Enrique IV, Director: Rubén Szuchmacher. Teatro Gral. San Martín
- 2004/05 El gran regreso, de Serge Kribus. Director: Alfredo Alcón
- 2003 Las variaciones Goldberg, de George Tabori. Director: Roberto Villanueva. Teatro Gral. San Martín
- 2002 Edipo, Teatro Municipal Gral. San Martín
- 2000 La tempestad, Teatro Municipal Gral. San Martín. Director: Federico Herrero
- 1998 Los caminos de Federico (Bolivia y Tucumán)
- 1998 Los caminos de Federico, Teatro Municipal Gral. San Martín
- 1997 Los caminos de Federico, Gira
- 1997 Bocca en el Luna Park
- 1997 Los caminos de Federico, Biblioteca Nacional
- 1997 Bocca - Alcón
- 1997 Largo viaje del día hacia la noche, de Eugene O'Neill. Director: Miguel Cavia
- 1997 En la soledad de los campos de algodón, de Bernard Koltes. Director: Alfredo Alcón
- 1997 Ricardo III, de W. Shakespeare. Director: Agustín Alezzo. Teatro Municipal Gral. San Martín
- 1994/95 Escenas de la vida conyugal, de Ingmar Bergman. Director: Rita Russek
- 1966 Israfel, de Abelardo Castillo. Director: Inda Ledesma
- 1953 Colombo, con la compañía de Juan Carlos Thorry y Analía Gadé.
- Peer Gynt, de Henrik Ibsen. Director: Omar Grasso
- Los caminos de Federico, de Federico García Lorca. Director: Lluis Pascual
- Hamlet, de William Shakespeare. Director: Omar Grasso
- ¡Shakespeare, todavía!, textos de William Shakespeare. Director: Alfredo Alcón
- Final de partida, de Samuel Beckett. Director: Alfredo Alcón
- Lorenzaccio, de Alfred de Musset. Director: Omar Grasso
- Romance de lobos de Ramón María del Valle Inclán. Director: Agustín Alezzo
- Eduardo II, de Christopher Marlowe. Director: Lluís Pascual
- De pies y manos, de Roberto Cossa. Director: Omar Grasso
- Herramientas, poesías de diversos autores. Director: Alfredo Alcón
- Historias del zoo, de Edward Albee. Director: Omar Grasso
- Orfeo desciende, de Tennessee Williams. Director: Osvaldo Bonet
- Panorama desde el puente, de Arthur Miller. Director: Carlos Gandolfo
- Las brujas de Salem, de Arthur Miller. Director: Omar Grasso
- Muerte de un viajante, de Arthur Miller. Director: Omar Grasso
- Recordando con ira, de John Osborne. Director: Omar Grasso
- El farsante más grande del mundo, de J. M. Synge. Director: Osvaldo Bonet
- Yerma, de Federico García Lorca. Director: Margarita Xirgu
- Liliom, de Ferenc Molnar. Director: Osvaldo Bonet

#### España
- Rey Lear, director: Gerardo Vera. Centro Dramático Nacional, Teatro Valle-Inclán, 2008.
- El zapato de raso, de Paul Claudel. Director: J. L. Alonso de Santos. Teatro Nacional Español
- A Electra le sienta bien el luto, de Eugene O'Neill. Director: J. L. Alonso de Santos. Teatro Nacional María Guerrero
- La ciudad en la que reina un niño, de Henry de Montherlant. Director: J. L. Alonso de Santos.
- Don Álvaro o la fuerza del sino, de Duque de Rivas. Director: Francisco Nieva. Teatro Nacional Español
- Eduardo II, de Marlowe. Director: Lluís Pasqual. Teatro Nacional María Guerrero
- El público, de Federico García Lorca. Director: Federico Herrero. Teatro Nacional María Guerrero
- Los caminos de Federico, de Federico García Lorca. Director: Lluís Pascual. Teatro Nacional María Guerrero
- Kean, de Jean Paul Sartre. Director: Joaquín Vida. Teatro de Bellas Artes

### Director
- Herramientas, poesías de distintos autores
- 1991: Final de partida. Andamio 90
- Los días felices
- ¡Shakespeare, todavía!, sobre textos de William Shakespeare
- En la soledad de los campos de algodón
- 2004: El gran regreso. Paseo La Plaza
- 2013: Final de partida. Teatro San Martín

## Discografía
- "Martín Fierro" - Philips
- "Poesía argentina de todos los tiempos" - Junto a Inda Ledesma y Luis Medina Castro - Aguilar La Palabra
- "Israfel El cuervo" - Fonotex
- "García Lorca: Poemas y canciones" (Simple) - Junto a Enrique Vargas - El Grillo
- "Alfredo Alcón dice El Cuervo Edgar A. Poe" - Lince Producciones
- "Poesía gauchesca", junto a Luis Medina Castro y Fernando Vegal
- "El Principito", junto a Norma Aleandro, Alejandro Anderson, Enrique Fava, Alberto Piazza, Lilian Riera y Osvaldo Terranova - RCA Victor
- "Pedro y El Lobo" (sencillo) - Microfon Argentina S.A.
- "Rosario Gaucho", junto a Los Arribeños y Fermín Fierro - Castell Records
- "Carlos Andreoli canta a Raúl González Tuñón con la participación especial de Alfredo Alcón", junto a Carlos Andreoli - Música y Marketing S.A.
- "Voces 1 - Los caminos de Federico" - Acqua Records

## Premios y reconocimientos

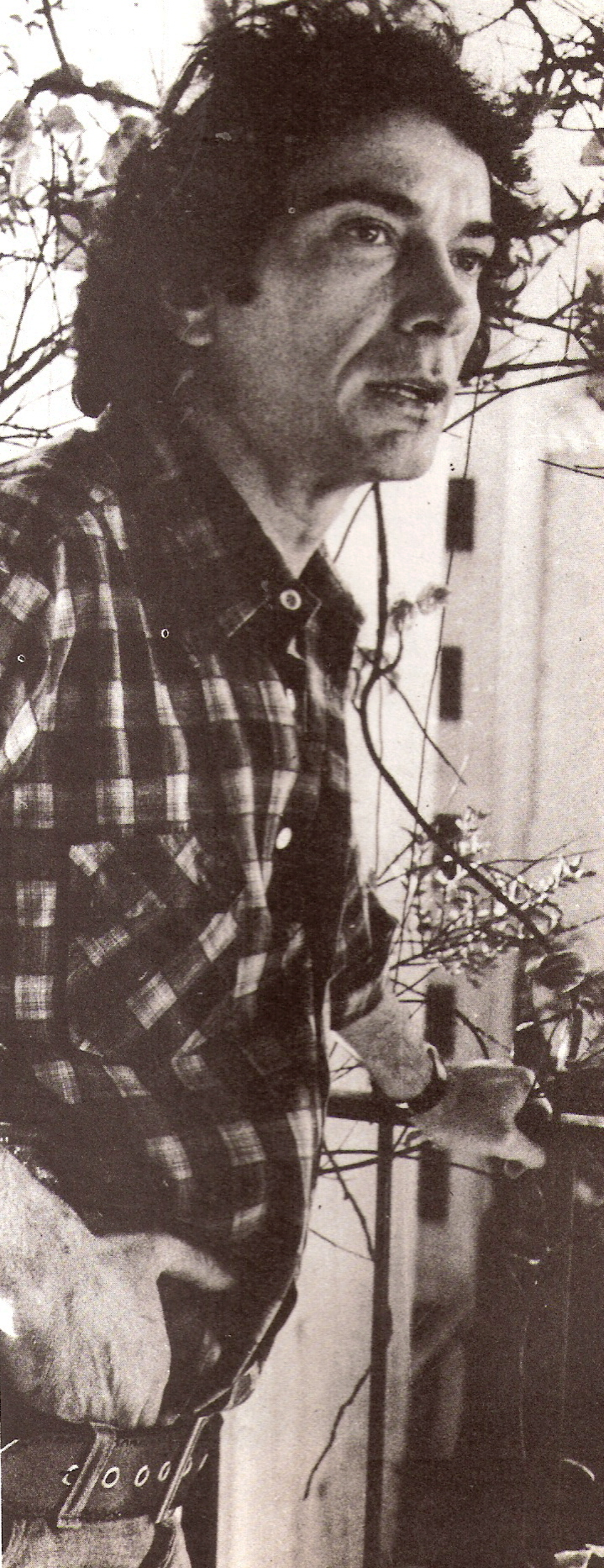
Alcón en 1978

Alfredo Alcón ganó seis Premios ACE por sus trabajos en teatro, incluyendo el ACE de Oro correspondiente a 1992. Recibió distinciones tales como mejor actor dramático en 1992 por Final de partida, en 2007 por Muerte de un viajante, y en 2010 por Rey Lear; mejor actor de comedia y/o comedia dramática en 2003 por Las variaciones de Goldberg, y mejor director de drama en 2013 por una nueva puesta de Final de partida. Recibió el Premio Estrella de Mar a la mejor acutuación protagónica masculina y el Estrella de Mar de Oro en 2005 por El gran regreso, y repitió ambos galardones en 2011 por Los reyes de la risa. Obtuvo el Premio al mejor actor en el Festival Internacional de Cine de Cartagena por Los siete locos; el Premio Cóndor de Plata al mejor actor revelación por El amor nunca muere, el premio al mejor actor de reparto por El candidato y al mejor actor por sus sendos protagónicos en Un guapo del 900, Los inocentes y Martín Fierro. En 2005 la Asociación de Cronistas Cinematográficos de la Argentina le otorgó el Cóndor de Plata a la trayectoria.
- Premio Martín Fierro, 1960, 1963, 1964, 1966, 1968, 2000
- Premio Molière, Air France, 1980
- Premios Konex:
  - Diploma al Mérito - Actor dramático de cine y teatro - 1981[24]
  - Premio Konex de Platino - Actor dramático de cine y teatro - 1981[24]
  - Premio Konex de Brillante - Artista del espectáculo argentino - 1981[24]
- Gran Premio de Honor, 1986
- Premio Quinquela Martín, 1987 y 1988
- Premio María Guerrero, 1989 y 1991
- Premio García Lorca, España, 1990
- Premio Konex - Diploma al Mérito - Actor dramático de cine y teatro - 1991[24]
- Premio Figura Latinoamericana en el Festival de Teatro de Colombia, 1992
- Premio Ollantay, CELCIT, 1994
- Premio Podestá a la trayectoria honorable, 1994
- Premio Clarín Espectáculos, 2000
- Ciudadano ilustre de la Ciudad de Buenos Aires, 2002
- Premio Clarín Espectáculos a la trayectoria, 2005
- Finalista del Premio Max, España, 2009